# A Fidesz alapítóinak listája
A Fiatal Demokraták Szövetsége (FiDeSz) (később Fidesz – Magyar Polgári Párt, majd Fidesz – Magyar Polgári Szövetség) nevű pártot 1988. március 30-án 37 egyetemi, főiskolai hallgató és fiatal értelmiségi alapította azzal a céllal, hogy egy szervezetbe tömörítse azokat a reformer, zömmel egyetemista korú fiatalokat, akik a Kommunista Ifjúsági Szövetség (KISZ) mellett kívánták megjeleníteni az ifjúság tényleges politikai tagoltságát.
Az alapító okiratot, amelyet a Bibó István Szakkollégiumban fogadtak el, 37 jelenlévő személy írta alá. Az alábbi szócikk ezen alapítók listáját és rövid életútját tartalmazza alfabetikus sorrendben. A Magyar Távirati Iroda (MTI) jelentése szerint, 1988. április 8-án a rendőrség figyelmeztetésben részesítette Orbán Viktor, Kövér László, Andrási Miklós, Csaba Iván és Rácz András alapítókat, amiért „egy törvényellenes szervezet létrehozását kezdeményezték”.

## A Fidesz alapítóinak listája
| Név               | Státusz                | Megjegyzések |
| ----------------- | ---------------------- | --- |
| Andrási Miklós    | közgazdászhallgató     | az ÁPV Rt. vezérigazgató-helyettese (2000–01), a MOL igazgatóság tagja (2000–01), a Budapesti Értéktőzsde felügyelőbizottságának elnöke (2001), az MVM Rt. vezérigazgató-helyettese (2002), a MÁV Zrt. elnök-vezérigazgatója (2009–10) |
| Bajkai István     | joghallgató            | terézvárosi (1990–94), majd erzsébetvárosi önkormányzati képviselő ill. alpolgármester (2014–18), ogy. képviselő (2018–23); az Orbán-család ügyvédje |
| Balassa György    | bölcsészhallgató       | az Eötvös József Collegium tagja volt |
| Bánszky Éva       | joghallgató            | |
| Bartók István     | közgazdászhallgató     | a Rajk László Szakkollégium tagja volt; dékánhelyettes (Budapesti Corvinus Egyetem, Üzleti Gazdaságtan Tanszék), az MTA Ipar- és Vállalatgazdasági Bizottságának tagja (2005-től), a Modern Üzleti Tudományok Főiskolájának rektora (2011–13) |
| Bartus Gábor      | egyetemi hallgató      | a Műegyetem hallgatója és a Martos Flóra Kollégium tagja volt; 2010 decembere óta a Nemzeti Fenntartható Fejlődési Tanács (NFFT) titkára |
| Bayer Zsolt       | tanárképző főiskolás   | a Fidesz sajtófőnöke (1990–93), majd újságíró, publicista (Mai Lap, Népszabadság, Magyar Nemzet, Magyar Hírlap, Magyar Idők) és műsorszerkesztő (Magyar Televízió, Duna Televízió, Hír TV, Echo TV) |
| Bégány Attila     | programozó matematikus | a Műegyetem Martos Flóra Kollégiumának igazgatóhelyettese; az MDF alapítója és tagja is, a Miniszterelnöki Hivatal Határon Túli Magyarok Hivatalának osztályvezetője (1990–93), belvárosi önkormányzati képviselő (1998–2002), Jobbik-tag (2005–07), járási hivatalvezető (2012-től) |
| Bekk Mária        | tanár                  | történelem- és néprajzszakos tanár (ELTE); a szigetszentmiklósi járási hivatal vezetője (2012 óta), 1987-től Kövér László felesége |
| Benedek Zoltán    | közgazdászhallgató     | a Rajk László Szakkollégium tagja volt; a rendszerváltás óta pénzügyi menedzser ill. tanácsadó a versenyszférában |
| Both Vilmos       | közgazdászhallgató     | a Széchenyi István Szakkollégium tagja volt; lapszerkesztő, újságíró (Napi Gazdaság, Heti Világgazdaság, BBC); a Magyarországi Tartalomszolgáltatók Egyesületének (MTE) elnöke (2001–07) |
| Csaba Iván        | közgazdászhallgató     | a Rajk László Szakkollégium tagja volt; pénzügyi tanácsadó, elemző (MNB); 1993-ban a konzervatív fordulattal kilépett a pártból |
| Csongor Balázs    | tanárképző főiskolás   | 2009-ben nyilvánosságra került, hogy 1986-tól beszervezett III/III-as ügynök volt, feladata volt, hogy Nagy Imre újratemetésén erősítse a demonstrációellenes hangulatot a Fideszen belül; a Gabona-Transz Zrt ker. igazgatója volt |
| Deutsch Tamás     | joghallgató            | 1989 nyarán Prágában letartóztatták; ogy. képviselő (1990–2009), ifjúsági- és sportminiszter (1999–2002), az Országgyűlés egyik alelnöke (2004–06), az Európai Parlament képviselője (2009 óta); MOB-alelnök (1999–2001, 2012–16 ill. 2017 óta), MTK-elnök (2010 óta) |
| Fodor Gábor       | nevelőtanár            | joghallgató, majd tanársegéd (ELTE); ogy. képviselő (1990–93, 1994–2009, 2014–2018), művelődési és közoktatásügyi miniszter (1994–95), környezetvédelmi és vízügyi miniszter (2007–08); 1993-ban a konzervatív fordulattal kilépett a pártból, később SZDSZ-tag majd elnök (2008–09) |
| Gyöngyössy Péter  | erdőmérnök-hallgató    | környezetvédelmi aktivista, a Magyar Természetvédők Szövetségének elnökségi tagja, a szombathelyi Kerekerdő Alapítvány elnöke |
| Hamecz István     | közgazdászhallgató     | a Rajk László Szakkollégium tagja volt; közgazdász (Pénzügyminisztérium, MNB), az OTP Alapkezelő elnök-vezérigazgatója (2007–13), gazdasági szakíró (Heti Válasz) |
| Kaderják Péter    | közgazdászhallgató     | a Rajk László Szakkollégium tagja volt; a Fidesz környezetvédelmi szakértője (1990– ), a Gazdasági Minisztérium kabinetfőnöke és az ÁPV Rt. igazgatságának tagja (1998–2000), a Magyar Energiahivatal (MEH) főigazgatója (2000–03), posztjáról a Medgyessy-kormány alkotmányellenes módon távolította el. 2004-től a Budapesti Corvinus Egyetem oktatója. 2018 májusa és 2021 januárja között energiaügyekért és klímapolitikáért felelős államtitkár a negyedik Orbán-kormányban. 2021. március 15-én, egyetlen napig akkumulátoripari miniszteri biztos. |
| Kardos József     | erdőmérnök-hallgató    | Az 1990-es években a szintén soproni Szájer József kabinetfőnöke; 1998 óta a Sziget Fesztivál programigazgatója, a párt irányvonalától eltávolodott |
| Kata Péter        | közgazdászhallgató     | a Rajk László Szakkollégium tagja, majd diákvezetője (1989-től); pénzügyi vezetőként a magánszektorban helyezkedett el |
| Kliment Attila    | joghallgató            | |
| Kovács István     | gépészmérnök           | |
| Kövér László      | ösztöndíjas jogász     | az 1. sorszámú tagkönyv birtokosa, az alakuláskor levezetőelnök; frakcióvezető (1993–94), a Fidesz elnöke (2000–01), majd a párt választmányának elnöke (2002 óta); ogy. képviselő (1990 óta), a polgári titkosszolgálatokat felügyelő tárca nélküli miniszter (1998–2000), az Országgyűlés elnöke (2010 óta) |
| Longauer László   | tanárképző főiskolás   | pedagógusi munkája mellett rendszeresen publikál a Hit Gyülekezete által alapított Hetek hasábjain |
| Molnár Péter      | ösztöndíjas jogász     | A párt kulturális felelőse, ogy. képviselője (1990–93), a konzervatív fordulattal kilépett a pártból 1993-ban, ezután SZDSZ-tag és ogy. képviselő (1994–98); 2004 óta a CEU-n oktat és kutat, 2010 óta slam poetry estek fellépője és szervezője |
| Németh Zsolt      | közgazdász             | a Széchenyi István Szakkollégium tagja volt; a Fidesz első szóvivője (1988), ogy. képviselő (1990 óta), a külügyminisztérium parlamenti államtitkára (1998–2002 ill. 2010–14), az Európa Tanács magyar küldöttségének vezetője (2014 óta) és az Európa Tanács Parlamenti Közgyűlésének alelnöke (2016 óta) |
| Orbán Viktor      | jogász                 | a Fidesz főképviselője az Ellenzéki Kerekasztal tárgyalásain (1989–90), ogy. képviselő (1990 óta), a párt frakcióvezetője (1990–93) majd elnöke (1993–2000 ill. 2003– ), Magyarország miniszterelnöke (1998–2002 ill. 2010 óta), 1992 és 2000 között a Liberális Internacionálé, 2002-től 2012-ig az Európai Néppárt egyik alelnöke |
| Pető Sándor       | egyetemi hallgató      | anglisztika és magyar szak (ELTE), újságíró (MTI, Thomson Reuters) |
| Rácz András       | tanárképző főiskolás   | az 1989-es alakuló pártkongresszus előkészületeinek főszervezője, később újságíró (Nemzeti Sport) és lapkiadó (Garabonciás, Mozaik), a Könyvkultúra főszerkesztője |
| Sasvári Szilárd   | tanárképző főiskolás   | a párt etikai bizottságának elnöke, ogy. képviselő (1990–2002), a Fővárosi Közgyűlés tagja (2002–06), 2015-től a Heves Megyei Vízmű Zrt. vezérigazgatója |
| Szabó Gábor       | bölcsészhallgató       | a szombathelyi Németh László Szakkollégium vezetője, az alapításkor személyesen nem volt jelen; szombathelyi önkormányzati képviselő (1990–2010), a város polgármestere (1998–2002) majd alpolgármestere (2006–10); 2006-ban a pártcentralizációt ellenezve kilépett a Fideszből és az MDF tagja lett |
| Szájer József     | jogász, tanársegéd     | a Fidesz jogi képviselője a rendszerváltás előtt; ogy. képviselő (1990–2004), frakcióvezető (1994–97 és 1998–2002), az Országgyűlés egyik alelnöke (2002–04), az Európai Parlament képviselője (2004–20), az Európai Néppárt jogalkotásért felelős alelnöke (2009–20); a 2011-es alaptörvény fő kidolgozója; szexbotránya után 2020 decemberében kilépett a pártból |
| Szajkó Lóránt     | közgazdász             | a Rajk László Szakkollégium tagja volt; a rendszerváltás óta az állattenyésztésben érdekelt, a Kisalföldi Mezőgazdasági Zrt. vezérigazgatója |
| Szemerei Péter    | joghallgató            | a Bibó István Szakkollégium igazgatója (1992–96), egyetemi oktató (alkotmányjog, ELTE), a MEH Informatikai Kormánybiztosságának egyik főcsoportjának vezetője (2000–02), az Országos Széchényi Könyvtár mb. főigazgatója (2013–14) |
| Sztilkovics Szávó | tanárképző főiskolás   | a Fidesz pártnév megalkotója, pilisszentiváni önkormányzati képviselő, Budapest II. kerülete Fidesz-frakciójának vezetője (2002–06), Pilisszentiván polgármestere (2006–09); 2011-től az állami tulajdonú Mahart Zrt. vezérigazgatója |
| Tar Miklós        | egyetemi hallgató      | a Műegyetem hallgatója és a Martos Flóra Kollégiumának tagja volt |
| Vajda Tibor       | egyetemi hallgató      | |